# Де Мария, Алешандре
Алешандре Де Мария (порт.-браз. Alexandre De Maria; 19 июня 1904, Воторантин, Сан-Паулу — 17 марта 1968, Сантус, Сан-Паулу), в Италии выступал под именем Алессандро Де Мария (итал. Alessandro De Maria), в некоторых источниках упоминается, как Алежандро Демария (порт.-браз. Alejandro Demaría) — бразильский и итальянский футболист, левый нападающий. Автор первого гола в истории стадиона Парк Сан-Жозе.

## Карьера
Алешандре Де Мария родился в семье Жуана Де Марии и Энрикеты Серезы. Он был крещён в церкви Носса Сеньора да Понте в Сорокабе 27 августа 1904 года. Алешандре начал карьеру в клубе «Индепенденсия». В 1927 году он перешёл в клуб «Коринтианс». 22 июля следующего года, на 29-й секунде матча «Коринтианса» и «Америки» Де Мария забил гол. Встреча была дебютной для новопостроенного стадиона Парк Сан-Жозе и завершилась вничью 2:2. А гол Алешандре стал не только первым, но и остался самым быстрым за всю историю арены. В том же году игрок выиграл чемпионат штата Сан-Паулу, а потом ещё дважды подряд побеждал в этом турнире. В 1930 году Де Мария помог клубу выиграть титул Чемпиона чемпионов Бразилии, разыгранном в двухматчевом противостоянии с «Васко да Гамой».
В 1931 году Де Мария, вместе с партнёрами по команде Рато и Армандо Дел Деббио, перешёл в итальянский «Лацио». 11 марта 1934 года нападающий сделал хет-трик в дерби с «Ромой», при этом по ходу игры его команда проигрывала 0:3. Всего за клуб игрок провёл 103 матча и забил 30 голов. В 1935 году нападающий возвратился в «Коринтианс», где годом позже завершил игровую карьеру. Всего за все сезоны в «Коринтиансе» игрок провёл 118 матчей и забил 94 гола.

## Международная статистика
| Матчи Де Марии за сборную Бразилии | Матчи Де Марии за сборную Бразилии | Матчи Де Марии за сборную Бразилии | Матчи Де Марии за сборную Бразилии | Матчи Де Марии за сборную Бразилии | Матчи Де Марии за сборную Бразилии | Матчи Де Марии за сборную Бразилии |
| ---------------------------------- | ---------------------------------- | ---------------------------------- | ---------------------------------- | ---------------------------------- | ---------------------------------- | ---------------------------------- |
| №                                  | Дата                               | Место проведения                   | Оппонент                           | Счёт                               | Голы                               | Турнир                             |
| 1                                  | 24 июня 1928                       | Рио-де-Жанейро                     | Мотеруэлл                          | 5:0                                | 1                                  | Товарищеский матч                  |
| 2                                  | 6 января 1929                      | Рио-де-Жанейро                     | Спортиво Барракас                  | 5:3                                | —                                  | Товарищеский матч                  |
| 3                                  | 2 июля 1931                        | Сан-Паулу                          | Ференцварош                        | 6:1                                | 1                                  | Товарищеский матч                  |

## Достижения
- Чемпион штата Сан-Паулу: 1928, 1929, 1930